# آلت بوکو
الت بوکو (به آلمانی: Alt Bukow) یک شهر در آلمان است که در مکلنبورگ-فورپومرن واقع شده‌است.

## خصوصیات
الت بوکو ۱۵٫۱۳ کیلومترمربع مساحت دارد ۳۸ متر بالاتر از سطح دریا واقع شده‌است.